# Igreja Católica no Zimbábue
A Igreja Católica no Zimbábue (também grafado Zimbabué ou Zimbabwe) é parte da Igreja Católica universal, em comunhão com a liderança espiritual do Papa, em Roma, e da Santa Sé.

## História
A primeira tentativa de evangelizar o Zimbábue foi feita no século XVI pelo padre jesuíta português Gonzalo da Silveira, cuja missão, no entanto, foi breve: ele foi martirizado em 16 de março de 1561 próximo da atual fronteira com Moçambique, não muito longe de Tete. Os padres dominicanos tiveram seguidores que se estabeleceram ao sul do Rio Zambeze e lá permaneceram até 1775. Os dominicanos anunciou o Evangelho no Império Monomotapa Império, conseguindo estabelecer seu controle por meio dos filhos do imperador, sendo que um deles, Miguel, foi ordenado em Goa, o primeiro negro do Zimbábue para se tornar um padre católico. No entanto, a comunidade católica no Império Monomotapa nunca foi muito numerosa.
Os jesuítas fizeram uma segunda tentativa retornando ao Zimbábue em 1607 e permanecendo lá até 1759. Depois de 1775 todo o trabalho evangelizador católico terminou com a expulsão dos missionários e o cristianismo desapareceu.
Em 1879 a Congregação para a Evangelização dos Povos fundou a Missão do Zambeze (que incluía os atuais territórios de Zimbábue e Zâmbia), confiada aos jesuítas: estes criaram em Salisbury (hoje Harare) uma missão que teve, no entanto, pouco sucesso. Outra missão foi fundada em 1887 em Matabeleland, a oeste do país. O território permanece nas mãos dos jesuítas e ligado à Missão do Zambeze, até que em 1927 o território recebeu a ereção de uma Prefeitura Apostólica, e depois em 1931 como vicariato apostólicp. A partir de 1932, as circunscrições eclesiásticas são erigidas. Em 1988 a Igreja Católica no Zimbábue recebe a visita pastoral do Papa João Paulo II.

## Organização territorial

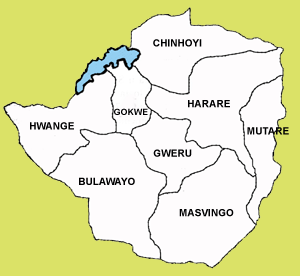
Divisão das dioceses do Zimbábue

A Igreja Católica tem no território duas arquidioceses e seis dioceses:
- Arquidiocese de Harare
  - Diocese de Chinhoyi
  - Diocese de Gokwe
  - Diocese de Mutare
- Arquidiocese de Bulawayo
  - Diocese de Gweru
  - Diocese de Hwange
  - Diocese de Masvingo

## Conferência episcopal
O episcopado católico do país se reúne na chamada Conferência dos Bispos Católicos do Zimbábue, instituída pela Santa Sé em 1º de outubro de 1969.

## Nunciatura Apostólica
A Santa Sé e o Zimbábue estabeleceram relações diplomáticas em 26 de junho de 1980. No ano seguinte, foi erigida a Nunciatura apostólica, com sede em Harare. Ao fim de 1993, os núncios também desempenhavam as funções de delegados apostólicos de Moçambique e tinham o título de "pró-núncio".